# La Harpe (Illinois)
La Harpe es una ciudad ubicada en el condado de Hancock en el estado estadounidense de Illinois. En el Censo de 2010 tenía una población de 1235 habitantes y una densidad poblacional de 350,61 personas por km².

## Geografía
La Harpe se encuentra ubicada en las coordenadas 40°35′5″N 90°58′10″O / 40.58472, -90.96944. Según la Oficina del Censo de los Estados Unidos, La Harpe tiene una superficie total de 3.52 km², de la cual 3.52 km² corresponden a tierra firme y (0%) 0 km² es agua.

## Demografía
Según el censo de 2010, había 1235 personas residiendo en La Harpe. La densidad de población era de 350,61 hab./km². De los 1235 habitantes, La Harpe estaba compuesto por el 98.95% blancos, el 0.32% eran afroamericanos, el 0.32% eran amerindios, el 0% eran asiáticos, el 0.08% eran isleños del Pacífico, el 0% eran de otras razas y el 0.32% pertenecían a dos o más razas. Del total de la población el 0.08% eran hispanos o latinos de cualquier raza.